# Mario Damonte
Mario Damonte – włoski kierowca wyścigowy.

## Kariera
W wyścigach samochodowych Damonte startował głównie w wyścigach zaliczanych do klasyfikacji Mistrzostw Świata Samochodów Sportowych. W latach 1952-1955 Francuz pojawiał się w stawce 24-godzinnego wyścigu Le Mans. W pierwszym sezonie startów uplasował się na drugiej pozycji w klasie S 1.5, a w klasyfikacji generalnej był 21. Rok później odniósł zwycięstwo w klasie S 1.1